# Gérard Claudel
Pour les articles homonymes, voir Claudel.
Gérard Claudel, né le 23 février 1925 à Ennery et mort le 25 mars 2021 dans le même village,, est un homme politique français. Il fut le maire de la commune d'Ennery de 1960 à 2008.

## Détail des fonctions et des mandats
Mandats locaux
- 1960 - 1965 : Maire d'Ennery
- 1965 - 1971 : Maire d'Ennery
- 1971 - 1977 : Maire d'Ennery
- 1977 - 1983 : Maire d'Ennery
- 1983 - 1989 : Maire d'Ennery
- 1989 - 1995 : Maire d'Ennery
- 1995 - 2001 : Maire d'Ennery
- 2001 - 2008 : Maire d'Ennery
- (1976-2008) conseiller général du canton de la vallée-du-Sausseron
- (1995-2011) président du parc naturel régional du Vexin français

Mandat parlementaire
- 1er mai 2004 - 30 septembre 2004 : Sénateur du Val-d'Oise